# Оригинатор
Оригинатор — физическое или юридическое лицо, которое создало, вывело, или выявило сорт растения или породу животного и (или) обеспечивает его сохранение, но не является патентообладателем. 
По сорту или породе может быть зарегистрирован один или несколько оригинаторов.
Регистрации подлежат оригинаторы сортов и пород, внесённых в Государственный реестр селекционных достижений, допущенных к использованию.
Регистрацию оригинатора проводит Государственная комиссия Российской Федерации по испытанию и охране селекционных достижений. Данные об оригинаторе вносятся в Государственный реестр селекционных достижений, а оригинатору выдаётся свидетельство.
Оригинатор поддерживает и сохраняет оригинальный сорт или породу таким образом, чтобы сохранялись признаки, указанные в описании. Он вправе подать в Госкомиссию заявление о сложении с себя полномочий оригинатора, прекратить работу по его сохранению сорта (породы) и оплату пошлины за поддержание сорта в Государственном реестре селекционных достижений.
Исключение сорта из Государственного реестра селекционных достижений влечёт исключение из него оригинатора этого сорта.